# Pachydissus semiplicatus
Pachydissus semiplicatus är en skalbaggsart som beskrevs av Maurice Pic 1926. Pachydissus semiplicatus ingår i släktet Pachydissus och familjen långhorningar. Inga underarter finns listade i Catalogue of Life.